# Daniel Martinazzo
Daniel Martinazzo (San Juan, 1958) es un ex jugador de hockey sobre patines argentino que fue dos veces campeón del mundo en 1978 (San Juan) y en 1984 (Novara), medalla de oro en los Juegos Panamericanos de Puerto Rico en 1979 y dos veces campeón sudamericano. En torneo de clubes fue dos veces campeón intercontinental, tres veces ganador de la Copa Europa y cuatro veces máximo goleador de la liga española (1982, 1985, 1986, 1988), la más importante del mundo. Fue considerado el jugador más completo del mundo de la década de 1980 y el mejor jugador de hockey sobre patines argentino de la historia. En 1978 recibió el Premio Olimpia de Oro como el deportista argentino más destacado del año. En 1980 y 1990 recibió el Premio Konex de Platino como mejor jugador argentino de la década, en su especialidad. Martinazzo también se destacó por su juego limpio recibiendo en 1980 el premio al jugador más correcto del Campeonato Mundial de ese año. En 1983, el Comité Olímpico Italiano le otorgó la medalla al Mérito Deportivo.

## Biografía
Nacido en la ciudad de San Juan, capital del hockey sobre patines de la Argentina, Martinazzo se inició en el Club Deportivo Unión Estudiantil de San Juan, integrando la selección argentina, empezó 13 años y siendo campeón argentino juvenil. Y en los torneos de clubes argentinos, obtendría cuatro campeonatos nacionales.
A los 18 años, en el mundial de 1976 en la ciudad de Oviedo, España integró la selección mayor, saliendo Argentina ese año subcampeón del mundo por primera vez. En 1978, integró el equipo que le dio a la Argentina el primer campeonato mundial, título que repetiría en 1984 (Novara)Italia, habiendo obtenido antes otro subcampeonato mundial en 1980 (Talcahuano)Chile.
A comienzos de la década de 1980, comenzó a jugar en Europa. En 1982 fue goleador de la liga española, mérito que repetiría otras tres veces (1985, 1986, 1988) y campeón de la Copa de la CERS con el Hockey Club Liceo. En 1983 y 1984 jugó en la liga italiana saliendo dos veces campeón. En 1985 volvió a España para reintegrarse al Hockey Club Liceo, obteniendo los campeonatos nacionales de 1986, 1987, 1990, 1991 y 1992, rompiendo así el dominio catalán. Con el equipo gallego obtuvo también tres veces la Copa Europa (1987, 1988, 1991).
En un reportaje realizado por el diario El País de España, Martinazzo definía del siguiente modo las características del hockey sobre patines en la Argentina: 

Lo que aportamos nosotros al hockey es esa filigrana, esa cosa bonita, los valores de la individualidad consciente, la manera de ser... Lo fundamental para un buen jugador de hockey es que sea un excelente patinador, que tenga movilidad y reflejos y, posteriormente, que domine los mediadores, el palo y la bola. Eso se logra con tiempo y entrenamiento.

El mismo año de su retiro (1992), y anteriormente a producirse el mismo, fue nominado al premio Príncipe de Asturias. Una vez retirado como jugador, después de 29 años de carrera, se dedicó a la dirección deportiva, siendo presidente de la federación Sanjuanina de Patín entre los años 1994 a 2003 y el creador de la liga nacional Argentina de Hockey Sobre Patines. En su vida personal, Martinazzo posee una importante afición a la lectura y la cultura, como las películas de Woody Allen, la narrativa de Jorge Luis Borges y Gabriel García Márquez y, obras sociológicas como las de Erich Fromm.
Desde 2006, el Torneo Internacional de Hockey sobre Patines de San Juan lleva su nombre y pone en disputa la Copa Daniel Martinazzo, en su homenaje.

## Palmarés

### Campeonato del mundo de hockey sobre patines
- 1976, Oviedo: Subcampeón
- 1978, San Juan (Argentina): Campeón
- 1980, Talcahuano: Subcampeón
- 1984, Novara: Campeón

### Juegos Panamericanos
- 1979, San Juan de Puerto Rico: medalla de oro

### Liga española
- 5 veces campeón: 1986, 1987, 1990, 1991 y 1992 (Hockey Club Liceo)

### Liga italiana
- 2 veces campeón: 1983, 1984 (Vercelli)

### Copa de Europa
- 3 veces campeón: 1987, 1988, 1992 (Hockey Club Liceo)

### Copa de la CERS
- 2 veces campeón: 1982 (Hockey Club Liceo) y 1983 (Vercelli).

### Copa Intercontinental de hockey sobre patines
- 2 veces campeón intercontinental: 1987, 1989.

## Premios y distinciones
- 1978: Premio Olimpia de Oro
- 1979: Premio Gandula
- 1980:
  - Premio al jugador más correcto del campeonato mundial
  - Premio Olimpia de Plata
- 1983: Medalla al mérito atlético entregada por el Comité Olímpico Italiano
- 1984: 
  - Premio al Mejor Jugador Mundial
  - Premio Olimpia de Plata
- 1992: Nominación al Premio Príncipe de Asturias

- Premio al Goleador del Campeonato Español: 1982, 1985, 1986 y 1988.